# Cooper DeJean
Cooper DeJean (* 9. Februar 2003 in Sioux Falls, South Dakota) ist ein US-amerikanischer American-Football-Spieler auf der Position des Cornerbacks. Aktuell spielt er für die Philadelphia Eagles in der National Football League (NFL).

## Frühe Jahre und College
DeJean wurde in South Dakota geboren, wuchs allerdings in Odebolt, Iowa, auf. Er besuchte die Odebolt–Arthur–Battle Creek–Ida Grove High School in Ida Grove, an der er in der Football-, Baseball-, Basketball- und Leichtathletikmannschaft seiner Schule aktiv war. In der Basketballmannschaft konnte er insgesamt 1832 Punkte erzielen, nur 58 weniger als der bisherige Rekord im Bundesstaat Iowa von T. J. Hockenson. In seinem Senior-Jahr gelangen ihm im Durchschnitt 25,9 Punkte, 7,8 Rebounds sowie 7,1 Assists pro Spiel. In der Leichtathletikmannschaft konnte er in seinem letzten Jahr die Staatsmeisterschaft im Weitsprung und 100-Meter-Lauf gewinnen, außerdem gewann er mit seinen Mannschaftskameraden die 4-mal-100-Meter-Staffel. In der Footballmannschaft war DeJean als Quarterback und als Defensive Back aktiv. In seinen vier Jahren in der Footballmannschaft gelangen ihm mehrere neue Schulrekorde, unter anderem in Passing Yards und Touchdowns. So verzeichnete er in seinem Junior-Jahr 3.546 Yards und 42 Touchdowns bei 16 Interceptions, in seinem Senior-Jahr 3.447 Yards und 35 Touchdowns bei neun Interceptions. Für seine Leistungen wurde er zum Iowa High School Male Athlete of the Year ernannt sowie mehrfach ins All-State-Team gewählt. Auch mit seiner Mannschaft war er sehr erfolgreich, so konnten die Mannschaft in den letzten beiden Jahren die Meisterschaft im Bundesstaat Iowa gewinnen.
Nach seinem Highschoolabschluss entschied sich DeJean, ein Stipendienangebot der University of Iowa in Iowa City anzunehmen, um für die Iowa Hawkeyes College Football zu spielen. Dort wurde er jedoch nicht mehr als Quarterback, sondern ausschließlich als Defensive Back eingesetzt. Nachdem er in seinem ersten Jahr nur als Backup gelegentlich zum Einsatz gekommen war, entwickelte er sich ab seinem Sophomore-Jahr zum Stammspieler in der Defense der Hawkeyes. Insgesamt kam er in 30 Spielen zum Einsatz und konnte dabei 120 Tackles sowie 7 Interceptions verzeichnen, aus denen er drei Touchdowns erzielte. Daneben wurde er als Punt Returner eingesetzt und konnte auf dieser Position einen weiteren Touchdown erlaufen. Nachdem er bereits 2022 ins First-Team All-Big Ten gewählt worden war, konnte er in der Saison 2023 trotz eine Verletzung Mitte November spielerisch sehr überzeugen und wurde zum Big Ten Defensive Back of the Year und Big Ten Return Specialist of the Year gewählt. Daneben wurde er ins All-American Team sowie erneut ins First-Team All-Big Ten gewählt. Auch mit seiner Mannschaft war er erfolgreich, so konnten sie 2022 den Music City Bowl gewinnen. Bei dem Spiel wurde DeJean zum MVP gewählt. Nach der Saison entschied sich DeJean, auf sein letztes Collegejahr zu verzichten und am NFL-Draft teilzunehmen.

## NFL
Beim NFL-Draft 2024 wurde DeJean in der 2. Runde an 40. Stelle von den Philadelphia Eagles ausgewählt. Dort wurde er allerdings zunächst als Backup für Quinyon Mitchell sowie in den Special Teams eingeplant. Sein NFL-Debüt gab er am 1. Spieltag der Saison 2024 beim 34:29-Sieg gegen die Green Bay Packers. Ab dem 3. Spieltag wurde er als Punt Returner eingesetzt, da sich der ursprüngliche Returner Britain Covey verletzt hatte. Am 6. Spieltag stand er beim 20:16-Sieg gegen die Cleveland Browns erstmals in der Defense in der Startformation und konnte dabei sechs Tackles sowie einen halben Sack zusammen mit Bryce Huff an Deshaun Watson verzeichnen. In der Folge etablierte er sich in der Defense als Cornerback und kam zumeist als Starter zum Einsatz. Insgesamt konnte er in der Saison 51 Tackles verzeichnen und wurde ins All-Rookie-Team gewählt. Da die Eagles in der Saison 14 Spiele gewannen und nur drei verloren, konnten sie die NFC East gewinnen und sich für die Playoffs qualifizieren. Somit gab DeJean beim 22:10-Sieg gegen die Green Bay Packers in der Wildcard-Runde sein Postseason-Debüt, bei dem er 4 Tackles verzeichnen konnte. Auch beim folgenden 28:22-Sieg gegen die Los Angeles Rams in der Divisional-Runde und beim 55:23-Sieg gegen die Washington Commanders im NFC Championship Game kam DeJean als Starter zum Einsatz. Insofern qualifizierte er sich direkt in seinem ersten Jahr in der NFL mit seinem Team für den Super Bowl. In Super Bowl LIX trafen die Eagles auf die Kansas City Chiefs. Auch in diesem Spiel war DeJean Starter für die Eagles. In der Mitte des 2. Quarters konnte er eine Interception von Quarterback Patrick Mahomes fangen und diese direkt für einen Touchdown in die Endzone der Chiefs tragen. Es war seine erste Interception in der NFL und gleichzeitig auch sein erster Touchdown. Außerdem wurde er der erste Spieler in der Geschichte der NFL, dem es gelang, einen Touchdown an seinem Geburtstag im Super Bowl zu erzielen. Daneben gelangen ihm drei Tackles. Die Eagles gewannen den Super Bowl mit 40:22 gegen die Chiefs, wodurch DeJean gleich in seiner Rookie-Saison seinen ersten Super-Bowl-Sieg erreichte.

## Karrierestatistiken
| Legende | Legende         |
| ------- | --------------- |
|         | Super-Bowl-Sieg |

### Regular Season
| Saison                             | Team             | Spiele | Spiele  | Tackles | Tackles | Tackles | Tackles | Tackles | Interceptions | Interceptions | Interceptions | Interceptions | Interceptions | Interceptions | Fumbles | Fumbles | Fumbles | Returning | Returning | Returning | Returning | Returning |
| Saison                             | Team             | Gesamt | Starter | Gesamt  | Solo    | Assist  | Sack    | Safety  | PD            | Int           | Yards         | Avg           | Lang          | TD            | FF      | FR      | TD      | Anzahl    | Yards     | Avg       | Lang      | TD        |
| ---------------------------------- | ---------------- | ------ | ------- | ------- | ------- | ------- | ------- | ------- | ------------- | ------------- | ------------- | ------------- | ------------- | ------------- | ------- | ------- | ------- | --------- | --------- | --------- | --------- | --------- |
| 2024                               | Eagles           | 16     | 9       | 51      | 38      | 13      | 0,5     | 0       | 6             | 0             | 0             | 0,0           | 0             | 0             | 1       | 3       | 0       | 21        | 211       | 10,0      | 31        | 0         |
| Gesamte Karriere                   | Gesamte Karriere | 16     | 9       | 51      | 38      | 13      | 0,5     | 0       | 6             | 0             | 0             | 0,0           | 0             | 0             | 1       | 3       | 0       | 21        | 211       | 10,0      | 31        | 0         |
| Quelle: pro-football-reference.com |                  |        |         |         |         |         |         |         |               |               |               |               |               |               |         |         |         |           |           |           |           |           |

### Postseason
| Saison                             | Team             | Spiele | Spiele  | Tackles | Tackles | Tackles | Tackles | Tackles | Interceptions | Interceptions | Interceptions | Interceptions | Interceptions | Interceptions | Fumbles | Fumbles | Fumbles | Returning | Returning | Returning | Returning | Returning |
| Saison                             | Team             | Gesamt | Starter | Gesamt  | Solo    | Assist  | Sack    | Safety  | PD            | Int           | Yards         | Avg           | Lang          | TD            | FF      | FR      | TD      | Anzahl    | Yards     | Avg       | Lang      | TD        |
| ---------------------------------- | ---------------- | ------ | ------- | ------- | ------- | ------- | ------- | ------- | ------------- | ------------- | ------------- | ------------- | ------------- | ------------- | ------- | ------- | ------- | --------- | --------- | --------- | --------- | --------- |
| 2024                               | Eagles           | 4      | 4       | 18      | 12      | 6       | 0,0     | 0       | 4             | 1             | 38            | 38,0          | 38            | 1             | 0       | 1       | 0       | 9         | 53        | 5,9       | 13        | 0         |
| Gesamte Karriere                   | Gesamte Karriere | 4      | 4       | 18      | 12      | 6       | 0,0     | 0       | 4             | 1             | 38            | 38,0          | 38            | 1             | 0       | 1       | 0       | 9         | 53        | 5,9       | 13        | 0         |
| Quelle: pro-football-reference.com |                  |        |         |         |         |         |         |         |               |               |               |               |               |               |         |         |         |           |           |           |           |           |